# Балада Редінзької в'язниці
«Балада Редінзької в'язниці» (англ. The Ballad of Reading Gaol) — поема ірландського письменника Оскара Вайлда,  опублікована в 1898 році під псевдонімом С.3.3 (блок С, майданчик 3, камера 3). Поема описує історію повішання, що відбулось в Редінзькій в'язниці 7 липня 1896 року, коли Вайлд відбував там своє покарання за «сороміцьку непристойність».
Вайлд розповідає про повішання тридцятирічного солдата на ймення Чарлз Томас Вулрідж (англ. Charles Thomas Wooldridge), який перерізав горло своїй дружині.
Поему можна розділити на дві частини:
- реакція в'язнів на те, що одного з них засудили на страту;
- полемічна дискусія про природу правосуддя та звинувачення в надмірній жорстокості в'язничної системи.

## Відомі уривки
Деякі уривки з поеми стали відомими:
| Англійський оригінал | Український переклад 1 | Український переклад 2 |
| --- | --- | --- |
| Yet each man kills the thing he loves, By each let this be heard, Some do it with a bitter look, Some with a flattering word, The coward does it with a kiss, The brave man with a sword! | Вбивають всі любов свою, Відчувши в серці щем, То словом лесті чи образ, То сміхом чи плачем; Цілунком Юди — боягуз, Сміливець же — ножем.. | Коханих кожен убива — І зна про це загал, — Вбиває слово нищівне, Облуда, пристрасть, шал; Цілунок — зброя боязким, Сміливому — кинджал! . |

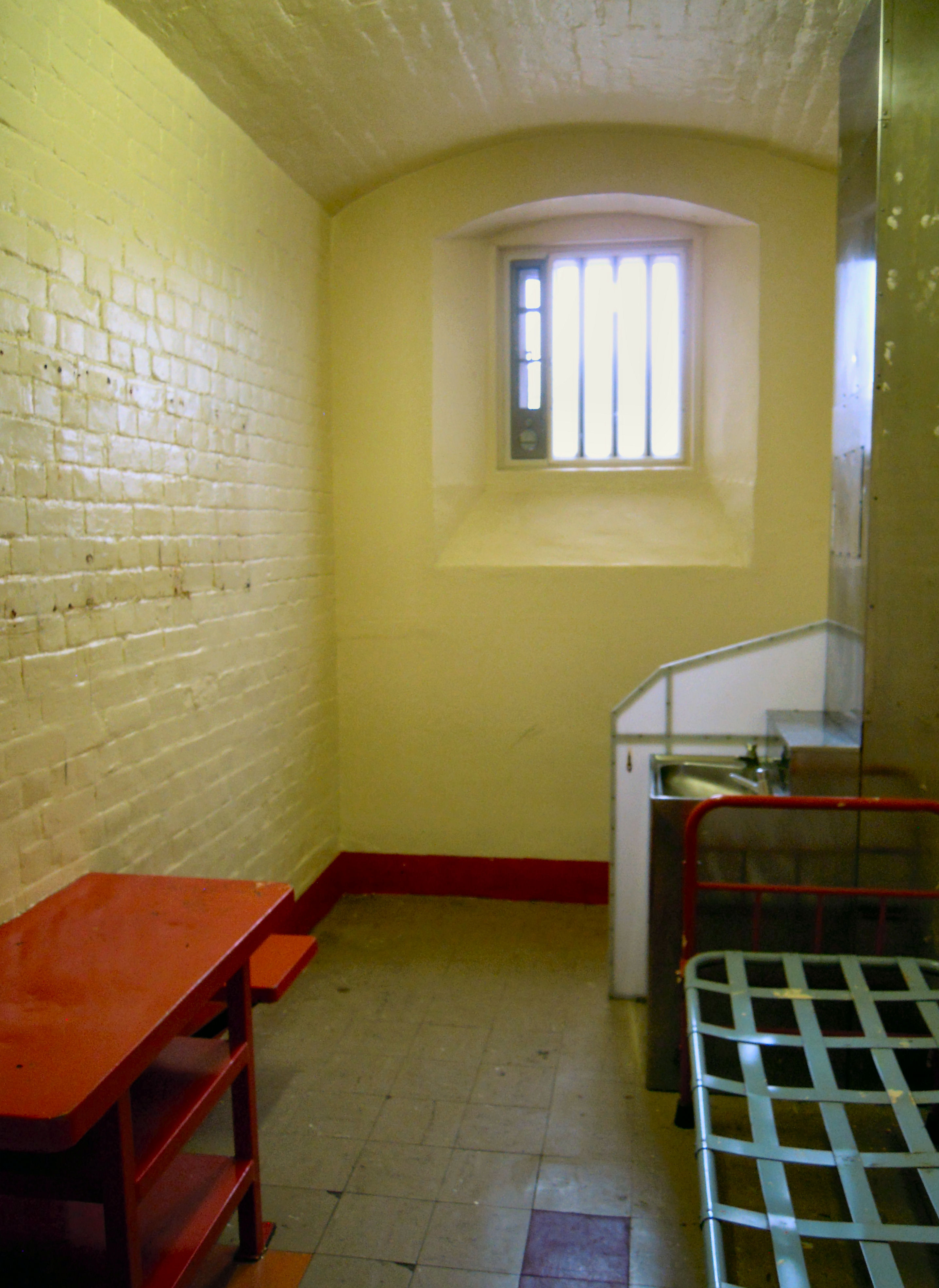
Вайлдова камера в Редінзькій в'язниці (сьогоднішній вигляд)

Цей пасаж є наче кивком Шекспіровському «Венеційському купцеві», де Бассаніо запитує: «Хіба вбивають всіх, кого не люблять?»

Останній катрен 4-го розділу використаний як епітафія на могилі Вайлда:
| Англійський оригінал | Український переклад 1 | Український переклад 2 |
| --- | --- | --- |
| Yet all is well; he has but passed To life's appointed bourne: And alien tears will fill for him Pity's long-broken urn, For his mourners will be outcast men, And outcast always mourn. | Того, що суджено в житті, Він досягнув усе ж; І хай не рідні - та чужі Його оплачуть все ж: Такі ж вигнанці, як і він, І чий відчай - без меж. | Спочинь! Судилося тобі Поневіряння й глум. Твій жереб інших спонукав До невеселих дум; Але ж знедолені і так Приречені на сум. |

## Сприйняття
Літературний критик І. Федоренко на сторінках «Літературно-наукового вістника» так писав про поему:
|  | В сій баладі Уайльд, якого з попередніх поезій знали ми як віддавала найтонших естетичних і еротичних почувань і який в своїй артистичній творчості відчужувався, якомога найбільше, від дійсного життя, — в сій баладі Уайльд знайшов таку силу трагізму, таку потрясаючу простоту в відданню сірих фактів одного страченого життя, такий переконуючий акцент щирості, що балада його займає і на все займатиме окреме місце в літературі цілого світу. |

Науковець Євген Онацький описав поему такими словами:
|  | «Балада про Рідінгську в'язницю» – може бути, один з найкращих творів про в'язничне життя, який чимало причинився до поліпшення життя в'язнів і до загальної в'язничної реформи. |

## Український переклад
- Оскар Вайльд «Балада Редінзької в'язниці» (переклад Віктора Марача) [Архівовано 22 грудня 2015 у Wayback Machine.]